# Leichtathletik-Europameisterschaften 1969/200 m der Männer

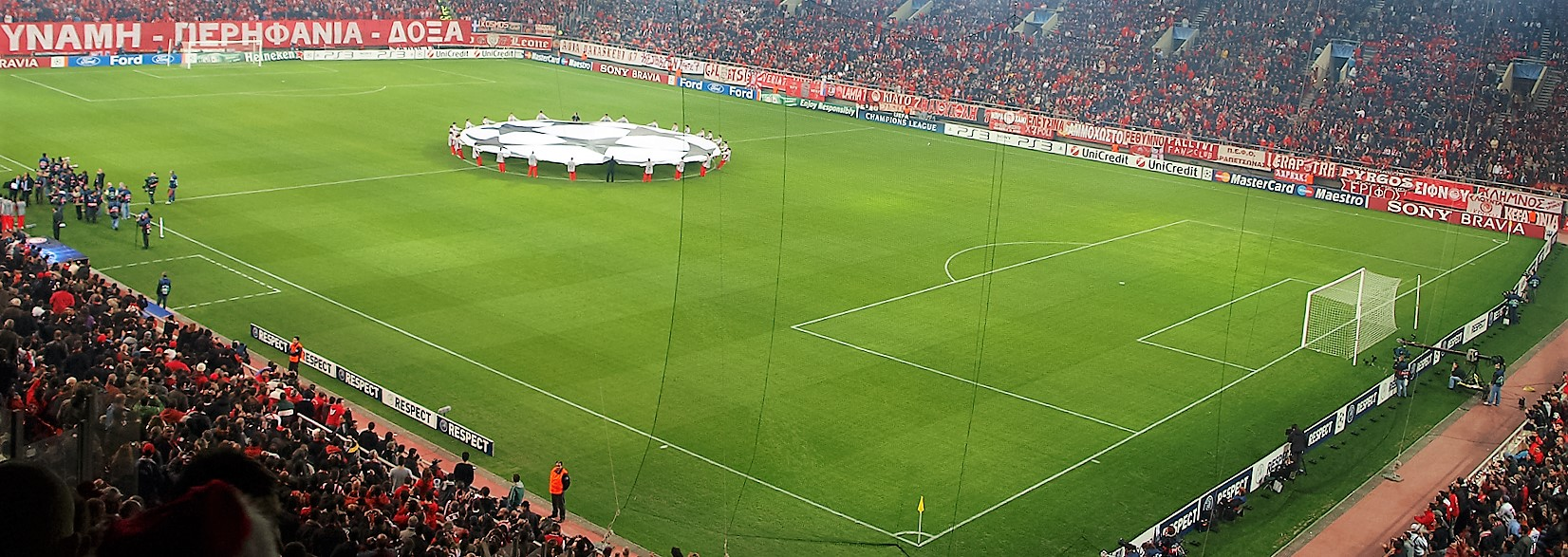
Das Karaiskakis-Stadion im Jahr 2009

Der 200-Meter-Lauf der Männer bei den Leichtathletik-Europameisterschaften 1969 wurde vom 18. bis 20. September 1969 im Athener Karaiskakis-Stadion ausgetragen.
Europameister wurde der Dritte des 100-Meter-Laufs Philippe Clerc aus der Schweiz. Er gewann vor dem DDR-Sprinter Hermann Burde. Bronze ging an den Polen Zenon Nowosz.

## Rekorde

### Bestehende Rekorde
| Weltrekord           | 19,8 s | Tommie Smith   | Olympische Spiele Mexiko-Stadt, Mexiko | 16. Oktober 1968   |
| Europarekord         | 20,3 s | Philippe Clerc | Zürich, Schweiz                        | 4. Juli 1969       |
| Meisterschaftsrekord | 20,7 s | Owe Jonsson    | EM Belgrad, Jugoslawien                | 16. September 1962 |

### Rekordverbesserung
Der Schweizer Europameister Philippe Clerc verbesserte den bestehenden EM-Rekord im Finale am 20. September um eine Zehntelsekunde auf 20,6 s. Zu seinem eigenen Europarekord fehlten ihm drei, zum Weltrekord acht Zehntelsekunden.

## Vorrunde
18. September 1969, 15.40 Uhr
Die Vorrunde wurde in vier Läufen durchgeführt. Die ersten vier Athleten pro Lauf – hellblau unterlegt – qualifizierten sich für das Halbfinale.

### Vorlauf 1
Wind: −2,3 m/s
| Platz | Name                | Nation           | Zeit (s) |
| ----- | ------------------- | ---------------- | -------- |
| 1     | Ladislav Kříž       | Tschechoslowakei | 21,4     |
| 2     | Predrag Križan      | Jugoslawien      | 21,6     |
| 3     | Philippe Clerc      | Schweiz          | 21,7     |
| 4     | Barcelo de Carvalho | Portugal         | 21,8     |
| 5     | Émile Jung          | Luxemburg        | 22,2     |

### Vorlauf 2
Wind: −4,5 m/s
| Platz | Name                | Nation           | Zeit (s) |
| ----- | ------------------- | ---------------- | -------- |
| 1     | Pasqualino Abeti    | Italien          | 21,4     |
| 2     | Hansruedi Wiedmer   | Schweiz          | 21,4     |
| 3     | Jiří Kynos          | Tschechoslowakei | 21,4     |
| 4     | David Dear          | Großbritannien   | 21,6     |
| 5     | Georgios Mikelidis  | Griechenland     | 21,8     |
| 6     | Trendafil Terziyski | Bulgarien        | 21,8     |

### Vorlauf 3
Wind: −3,1 m/s
| Platz | Name                | Nation      | Zeit (s) |
| ----- | ------------------- | ----------- | -------- |
| 1     | Nikolai Iwanow      | Sowjetunion | 21,6     |
| 2     | Axel Nepraunik      | Österreich  | 21,7     |
| 3     | Hermann Burde       | DDR         | 21,7     |
| 4     | László Mihályfi     | Ungarn      | 21,8     |
| 5     | Ole Bernt Skarstein | Norwegen    | 21,9     |

### Vorlauf 4
Wind: −2,8 m/s
| Platz | Name                | Nation           | Zeit (s) |
| ----- | ------------------- | ---------------- | -------- |
| 1     | Zenon Nowosz        | Polen            | 21,2     |
| 2     | Philippe Guillet    | Frankreich       | 21,3     |
| 3     | Hans-Jürgen Bombach | DDR              | 21,3     |
| 4     | Luděk Bohman        | Tschechoslowakei | 21,4     |
| 5     | Ossi Karttunen      | Finnland         | 21,4     |

## Halbfinale
19. September 1969, 17.10 Uhr
In den beiden Halbfinalläufen qualifizierten sich die jeweils ersten vier Athleten – hellblau unterlegt – für das Finale.

### Lauf 1
Wind: −1,2 m/s
| Platz | Name             | Nation           | Zeit (s) |
| ----- | ---------------- | ---------------- | -------- |
| 1     | Philippe Clerc   | Schweiz          | 20,9     |
| 2     | Zenon Nowosz     | Polen            | 20,9     |
| 3     | Hermann Burde    | DDR              | 21,0     |
| 4     | Pasqualino Abeti | Italien          | 21,1     |
| 5     | Luděk Bohman     | Tschechoslowakei | 21,1     |
| 6     | Predrag Križan   | Jugoslawien      | 21,2     |
| 7     | Ladislav Kříž    | Tschechoslowakei | 21,3     |
| 8     | László Mihályfi  | Ungarn           | 21,5     |

### Lauf 2
Wind: −1,8 m/s
| Platz | Name                | Nation           | Zeit (s) |
| ----- | ------------------- | ---------------- | -------- |
| 1     | Hans-Jürgen Bombach | DDR              | 21,2     |
| 2     | Jiří Kynos          | Tschechoslowakei | 21,2     |
| 3     | Philippe Guillet    | Frankreich       | 21,2     |
| 4     | Hansruedi Wiedmer   | Schweiz          | 21,4     |
| 5     | Axel Nepraunik      | Österreich       | 21,4     |
| 6     | David Dear          | Großbritannien   | 21,5     |
| 7     | Nikolai Iwanow      | Sowjetunion      | 21,6     |
| DNS   | Barcelo de Carvalho | Portugal         |          |

## Finale
20. September 1969, 18.30 Uhr
Wind: ±0,0 m/s
| Platz | Name                | Nation           | Offizielle Zeit (s) handgestoppt | Inoffizielle Zeit (s) elektronisch |
| 1     | Philippe Clerc      | Schweiz          | 20,6 CR                          | 20,70                              |
| 2     | Hermann Burde       | DDR              | 20,9000                          | 20,94                              |
| 3     | Zenon Nowosz        | Polen            | 20,9000                          | 20,96                              |
| 4     | Hans-Jürgen Bombach | DDR              | 21,0000                          | 21,07                              |
| 5     | Jiří Kynos          | Tschechoslowakei | 21,0000                          | 21,09                              |
| 6     | Hansruedi Wiedmer   | Schweiz          | 21,1000                          | 21,14                              |
| 7     | Pasqualino Abeti    | Italien          | 21,1000                          | 21,18                              |
| 8     | Philippe Guillet    | Frankreich       | 21,2000                          | 21,22                              |

## Videolinks
- ATLETICA EUROPEI 1969 200 CLERC, youtube.com, abgerufen am 20. Juli 2022
- European Athletics Finals (1969), Bereich: 3:55 min bis 4:03 min, youtube.com, abgerufen am 20. Juli 2022